# Euploea marseulii
Euploea marseulii är en fjärilsart som beskrevs av Moore 1883. Euploea marseulii ingår i släktet Euploea och familjen praktfjärilar. Inga underarter finns listade i Catalogue of Life.